# 아크라시스 로세아
아크라시스 로세아(Acrasis rosea)는 이엽상근족충류의 일종이다. 이전에는 점균류의 일종으로 기술했다.